# Rubus pectinaroides
Rubus pectinaroides är en rosväxtart som beskrevs av Hiroshi Hara. Rubus pectinaroides ingår i släktet rubusar, och familjen rosväxter. Inga underarter finns listade i Catalogue of Life.